# Margaret Lowengrund
Margaret Lowengrund (Philadelphie, 1902 - New York, 1957) est une artiste américaine et une figure clé de la renaissance de l'estampe américaine des années 1950 et 1960.

## Biographie
Margaret Lowengrund fréquente la Pennsylvania Academy of the Fine Arts, puis s'installe à New York en tant que journaliste. Elle étudie la gravure avec Joseph Pennell et ses expositions des années 1930 et 1940 ont du succès.
Elle devient directrice adjointe de l'Académie américaine des beaux-arts de 1950 à 1951.
Lowengrund mène un projet de réaliser des lithographies et de monter une grande exposition sur ce médium dans les années 1950. Elle enseigne alors la lithographie en couleur à la New School for Social Research et dirige les ateliers de gravure menés par des artistes tels que Michael Ponce de Leon (en) et John Muench.
Cela l'amène à cofonder en 1955 le Contemporaries Graphic Art Centre, sur les fondations de la galerie Contemporaries fondée en 1952,. L'atelier est intégré en 1956 au sein de l'Institut Pratt pour devenir le Pratt Graphic Art Center,,. Fritz Eichenberg en est le premier directeur, jusqu'en 1972,. Les sources ne s'accordent pas sur la question de savoir si Lowengrund ou Eichenberg doit être considéré comme le fondateur du Pratt Graphic Art Center, la plupart affirmant qu'il s'agissait d'Eichenberg,,,,.
Margaret Lowengrund est par ailleurs rédactrice adjointe du périodique Art Digest.

## Œuvre
Marguerite Lowengrund est connue pour ses gravures, ses lithographies et ses peintures et fait partie de la Works Progress Administration (WPA).
Les œuvres de Lowengrund font partie des collections permanentes du Delaware Art Museum, du Metropolitan Museum of Art, de la National Gallery of Art, du Newark Museum, du Spencer Museum of Art de la Bibliothèque du Congrès et du Musée d'Art moderne de San Francisco.
Elle a notamment participé à l'exposition Art in War de l'Office of Emergency Management (en) au Museum of Modern Art en 1942.

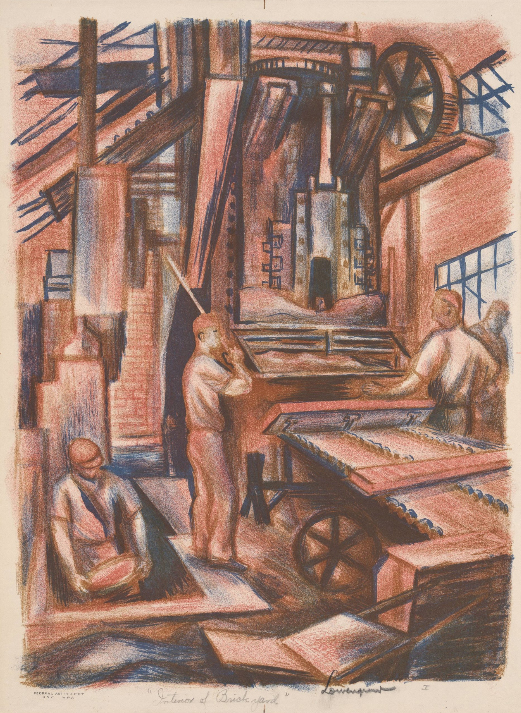
Interior of Brickyard (Intérieur de la briqueterie), vers 1935.
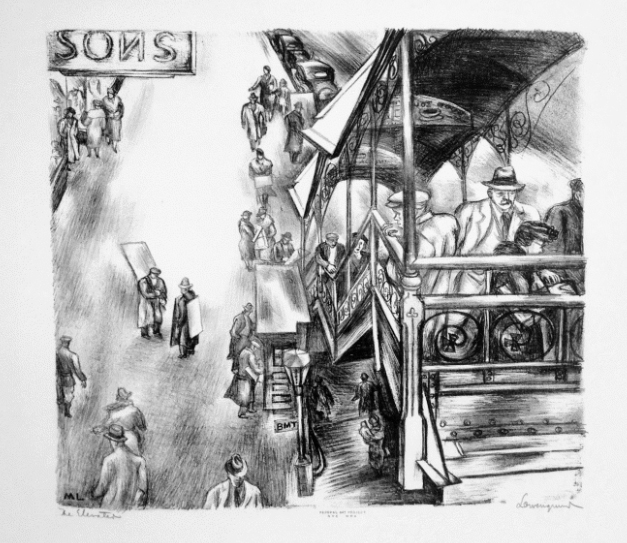
The Elevated (Le Métro aérien), vers 1936.